# Too Cold Scorpio
Charles  Scaggs (né le 25 octobre 1965 à Denver) est un catcheur américain, plus connu sous ses deux noms de ring 2 Cold Scorpio et Flash Funk.

## Jeunesse
Charles Scaggs grandit dans un premier temps au Texas. Il est fan de catch et s'intéresse alors aux catcheurs travaillant au Texas. Par la suite, il part avec sa famille vivre au Colorado où il s'intéresse aux catcheurs de l'American Wrestling Association (AWA). Il fait aussi partie de l'équipe de football américain de son lycée. 

## Carrière de catcheur

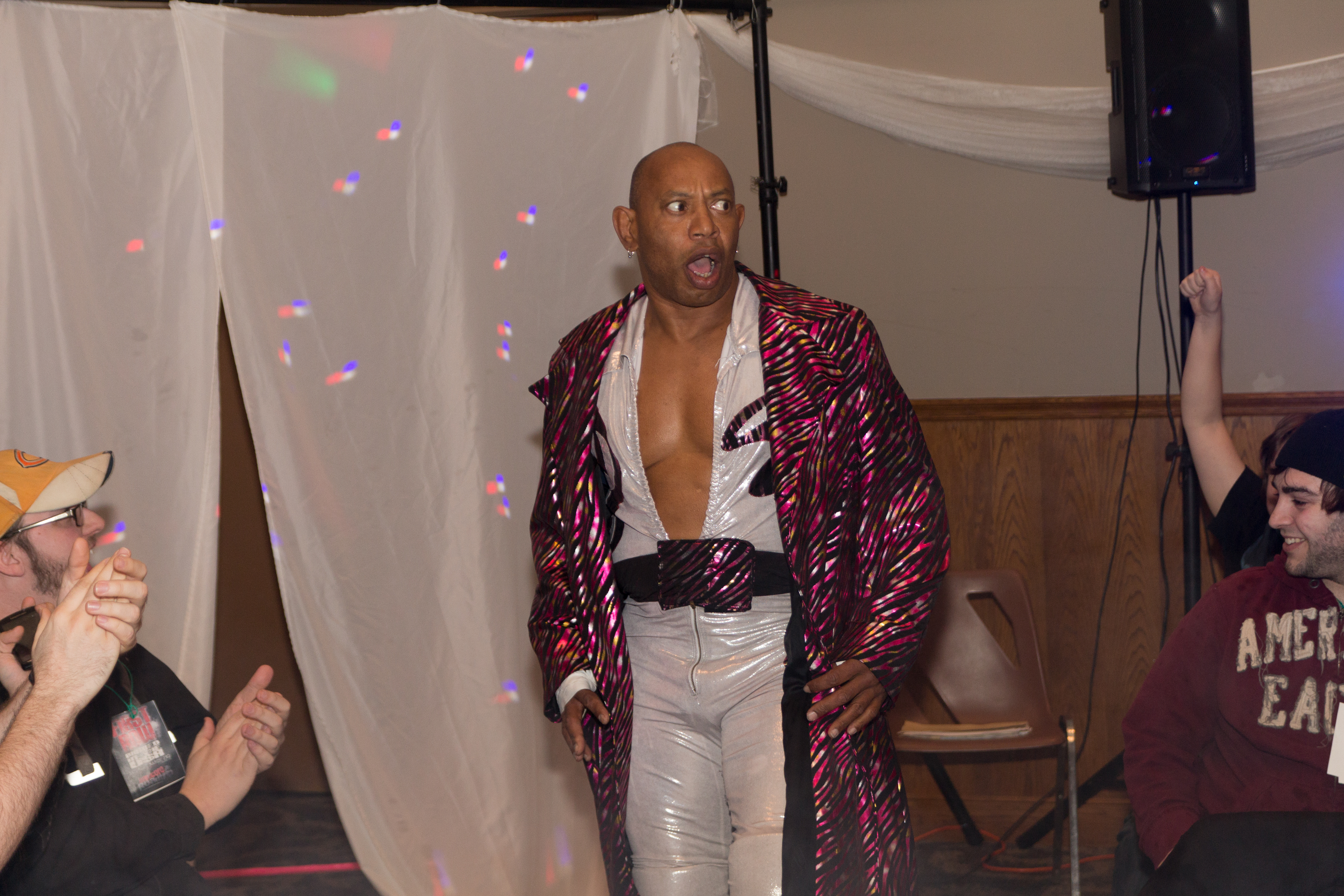
2 Cold Scorpio, 2013.

### Débuts (1984-1991)
En 1984, il apprend que le gardien de l'immeuble dans lequel il habite est catcheur. Il fait ses premiers combats à la Rocky Mountain Wrestling, une petite fédération de catch du Colorado.

### New Japan Pro Wrestling(1991-1992)
Alors qu'il effectue un combat de catch au Colorado, Scaggs rencontre Leon White qui est à l'époque un des catcheurs vedette de la New Japan Pro Wrestling. White décide de l'aider à venir au Japon. Une fois là-bas, Scaggs entre au dojo de la New Japan pour continuer son entraînement. Il a comme partenaire d'entraînement Yūji Nagata et Hiroyoshi Tenzan.
Là-bas, il lutte dans la division poids lourd junior et y affronte notamment Fit Finlay, Jushin  Liger, Negro Casas et Pegasus Kid. Au cours de son passage, il est un des participants des tournois Top of the Super Junior en 1991 et 1992.

### Universal Wrestling Association(1992)
En 1992, Scaggs lutte au Mexique à l'Universal Wrestling Association (UWA) où il porte un masque et utilise le nom de ring de Black Scorpio. Le 10 mai, il fait équipe avec Buffalo Allen et Kokina Maximus et ils battent André the Giant, El Canek et Villano III dans un match au meilleur des trois tombés. Il quitte cette fédération le 25 octobre après sa défaite face à Scorpio Jr. dans un Máscara contra Máscara.

### World Championship Wrestling (1992-1994)
Il débute à la World Championship Wrestling (WCW) comme partenaire mystère de Ron Simmons à Clash of the Champions XXI le 18 novembre 1992. Lors du [[WCW SuperBrawl]] III,il gagne face à Chris Benoit juste avant la limite de temps.Il continua à faire équipe quand même avec Simmons de temps en temps. Au premier [[WCW Fall Brawl]],lui et Bagwell battent alors l'ancien World Television Champion Paul Orndroff et The Equalizer. Il remporte le titre WCW World Tag Team Champion, avec Marcus Bagwell en octobre 1993.
Mais ils ne garderont pas longtemps le titre puisque trois semaines plus tard ils perdent les titres face aux anciens champions les Nasty Boys à Halloween Havoc 93. Lors du fameux Starrcade en décembre,ils perdent face à Paul Roma (devenu heel le mois précédent) et Paul Orndroff. Après quelques matchs avec Bagwell il quitte la WCW.  

### Extreme Championship Wrestling (1994-1996)
Scaggs débute à la Extreme Championship Wrestling (ECW) en 1994, où il remporte le titre ECW World Television Champion et la ceinture ECW Tag Team Champion avec The Sandman. Il garde les deux ceintures en même temps (Television et Tag Team Champion). Il perd la ECW Television face à Eddie Guerrero. Il se lance dans des rivalités avec des catcheurs comme Taz, Shane Douglas, Sabu, et Mikey Whipwreck.
Scorpio perd un match mémorable face à Taz. Le 10 juin 2005, Scorpio participe à l'une de ses dernières sortie avec la ECW à Hardcore Homecoming, il bat alors Kid Kash.

### World Wrestling Federation (1996-1999)
Scaggs fait ses débuts à la World Wrestling Federation le 17 novembre au Survivor Series 1996 sous le nom de Flash Funk. Durant cette période il arrive accompagné de jeunes femmes et dance sur le ring avec un costume de paillettes (« Fly Girls » ou « Funkettes »). En 1998, Flash Funk participe à l'événement WWF Brawl for All tournament, en remplacement de Ken Shamrock. Il perd en quart de finale face à The Godfather. En 1999, après des problèmes personnel il décide de quitter la WWF.

### Pro Wrestling Noah (2000-2006)
Scaggs fait quelques apparences à la Extreme Championship Wrestling, en se battant contre  Mike Awesome pour le titre ECW Champion le 10 décembre 1999. Scorpio va à la All Japan Pro Wrestling puis à la Pro Wrestling NOAH en 2000, en rejoignant Vader. Durant ses années à la Noah, il remporte le titre GHC Openweight Hardcore Champion, et le GHC Tag Team Championship avec  Vader et Doug Williams.
À WRESTLE-1 GP show le 2 octobre 2005, Scorpio fait équipe avec Sumo wrestler Akebono pour faire face à l'équipe de Mitsuharu Misawa et Yoshinari Ogawa.

### World Wrestling Entertainment (2006-2007)
En 2006, 2 Cold Scorpio signe un nouveau contrat avec la World Wrestling Entertainment, sous le nom de Flash Funk à la Deep South Wrestling le 11 mai 2007. À Raw XV le 10 décembre 2007, 2 Cold Scorpio participe à la bataille royale, où il est éliminé par Steve Blackman.

### Booker T's Pro Wrestling Alliance (2007-présent)
En 2007, 2 Cold Scorpio devient membre des amis de Booker T's Pro Wrestling Alliance basée à Houston, Texas. 

### Pro Wrestling Syndicate
Lors de Five Year Anniversary Weekend nuit 1, il perd contre Big Van Vader. Lors de Five Year Anniversary Weekend nuit 2, Big Van Vader et lui battent Reality Check.

### Show indépendant
Lors de National Pro Wrestling Day - Afternoon Show, il bat Jojo Bravo, Oliver Grimsley et Shane Hollister dans un Elimination Match en demi finale du Rey de Volares 2013. Lors de National Pro Wrestling Day - Evening Show, il bat ACH en finale pour remporter le Rey de Volares 2013. Lors de HRT Banned In The USA, il bat Colin Delaney lors du premier tour du tournoi pour le HRT Heavyweight Championship. Lors de HRT Born 2B Wired, il perd contre Angel dans un Elimination Match qui comprenait également Kid Kash en finale du tournoi et ne remporte pas le HRT Heavyweight Championship vacant.

### TNA Wrestling (2010)
Too Cold Scorpio, fait une apparition d'un soir au PPV TNA Hardcore Justice 2010. Ou il a affronter et battu CW Anderson

## Palmarès
- All Star Wrestling Alliance 
  - ASWA Heavyweight Championship (1 fois)

- Extreme Championship Wrestling
  - ECW World Tag Team Championship (1 fois) avec The Sandman
  - ECW World Television Championship (4 fois)

- German Wrestling Federation 
  - GWF Heavyweight Championship (1 fois)

- Pacific Championship Wrestling 
  - PCW Heavyweight Championship (1 fois)

- Peach State Wrestling 
  - PSW Cordele City Heavyweight Championship (1 fois)

- Pro Wrestling NOAH
  - GHC Tag Team Championship (2 fois) avec Vader (1) et Doug Williams (1)
  - Openweight Hardcore Championship (1 fois)

- Pro Wrestling Unplugged 
  - PWU Heavyweight Championship (3 fois)

- World Championship Wrestling
  - WCW World Tag Team Championship (1 fois) avec Marcus Alexander Bagwell

- Wrestling Observer Newsletter awards 
  - Best Wrestling Maneuver (1992) 450° Splash
  - Most Underrated Wrestler (1997)

- Power Slam
  - PS 50 : 1994/13, 1995/13, 1996/19.

- Autres
  - Rey de Volares 2013

## Récompenses de magazines
- Pro Wrestling Illustrated

| Année | 1993 | 1994 | 1995 | 1996 | 1997 | 1998 | 1999 | 2000       | 2001 | 2002 | 2003 | 2004 | 2005       | 2006 | 2007 | 2008 | 2009 | 2010 | 2011 à 2020 | 2021 |
| ----- | ---- | ---- | ---- | ---- | ---- | ---- | ---- | ---------- | ---- | ---- | ---- | ---- | ---------- | ---- | ---- | ---- | ---- | ---- | ----------- | ---- |
| Rang  | 49   | 50   | 33   | 35   | 133  | 94   | 104  | Non classé | 143  | 68   | 168  | 270  | Non classé | 195  | 298  | 230  | 212  | 225  | Non classé  | 277  |